# Tour der neuseeländischen Rugby-Union-Nationalmannschaft nach Argentinien 1991
| Tour der All Blacks nach Argentinien 1991 | Tour der All Blacks nach Argentinien 1991 | Tour der All Blacks nach Argentinien 1991 | Tour der All Blacks nach Argentinien 1991 | Tour der All Blacks nach Argentinien 1991 |
| Übersicht                                 | S                                         | G                                         | U                                         | N                                         |
| ----------------------------------------- | ----------------------------------------- | ----------------------------------------- | ----------------------------------------- | ----------------------------------------- |
| Test Matches                              | 2                                         | 2                                         | 0                                         | 0                                         |
| Sonstige Spiele                           | 7                                         | 7                                         | 0                                         | 0                                         |
| Gesamt                                    | 9                                         | 9                                         | 0                                         | 0                                         |
|                                           |                                           |                                           |                                           |                                           |
| Argentinien                               | 2                                         | 2                                         | 0                                         | 0                                         |

Die Tour der neuseeländischen Rugby-Union-Nationalmannschaft nach Argentinien 1991 umfasste eine Reihe von Freundschaftsspielen der All Blacks, der Nationalmannschaft Neuseelands in der Sportart Rugby Union. Das Team reiste im Juni und Juli 1991 durch Argentinien. Während dieser Zeit bestritt es neun Spiele, darunter zwei Test Matches gegen die argentinische Nationalmannschaft. In allen Spielen blieben die All Blacks unbesiegt.

## Spielplan
- Hintergrundfarbe grün = Sieg

(Test Matches sind grau unterlegt; Ergebnisse aus der Sicht Neuseelands)
| # | Datum         | Gegner                         | Ort                   | Stadion                        | Ergebnis |
| - | ------------- | ------------------------------ | --------------------- | ------------------------------ | -------- |
| 1 | 15. Juni 1991 | Unión de Rugby de Rosario      | Rosario               | El Coloso del Parque           | 81:9     |
| 2 | 19. Juni 1991 | Unión Cordobesa de Rugby       | Córdoba               | El Gigante de Alberdi          | 38:9     |
| 3 | 22. Juni 1991 | Unión de Rugby de Buenos Aires | Buenos Aires          | Estadio José Amalfitani        | 37:9     |
| 4 | 25. Juni 1991 | Unión de Rugby de Tucumán      | San Miguel de Tucumán | Estadio Monumental José Fierro | 21:9     |
| 5 | 29. Juni 1991 | Argentinien B                  | Buenos Aires          | Estadio José Amalfitani        | 22:6     |
| 6 | 02. Juli 1991 | Unión de Rugby de Cuyo         | Mendoza               | Estadio Bautista Gargantini    | 47:12    |
| 7 | 06. Juli 1991 | Argentinien                    | Buenos Aires          | Estadio José Amalfitani        | 28:14    |
| 8 | 09. Juli 1991 | Unión Marplatense de Rugby     | Mar del Plata         | Estadio José María Minella     | 48:6     |
| 9 | 13. Juli 1991 | Argentinien                    | Buenos Aires          | Estadio José Amalfitani        | 36:6     |

## Test Matches
| 6. Juli 1991 | Argentinien                                        | 14 : 28        | Neuseeland                                                                    | Estadio José Amalfitani, Buenos Aires Zuschauer: 45.000 Schiedsrichter: Brian Stirling (Irland) |
| 6. Juli 1991 | Versuche: Carreras Garretón Straftritte: Vidou (2) | (6:12) Bericht | Versuche: Earl Wright Erhöhungen: Fox Straftritte: Fox (5) Dropgoals: Crowley | Estadio José Amalfitani, Buenos Aires Zuschauer: 45.000 Schiedsrichter: Brian Stirling (Irland) |

Aufstellungen:
- Argentinien: Lisandro Arbizu, Mario Carreras, Diego Cash, Diego Cuesta Silva, Guillermo del Castillo, Hernán García Simón, Pablo Garretón , Ricardo Le Fort, Germán Llanes, Federico Méndez, Santiago Mesón, José Santamarina, Pedro Sporleder, Martín Terán, Hernán Vidou 
 Auswechselspieler: Guillermo Angaut
- Neuseeland: Graeme Bachop, Kieran Crowley, Sean Fitzpatrick, Grant Fox, Paul Henderson, Craig Innes, Ian Jones, Michael Jones, Walter Little, Richard Loe, Steve McDowall, John Timu, Alan Whetton, Gary Whetton , Terry Wright 
 Auswechselspieler: Andy Earl

| 13. Juli 1991 | Argentinien               | 6 : 36         | Neuseeland                                                                       | Estadio José Amalfitani, Buenos Aires Zuschauer: 55.000 Schiedsrichter: Brian Stirling (Irland) |
| 13. Juli 1991 | Straftritte: del Castillo | (3:15) Bericht | Versuche: Brooke M. Jones Kirwan Wright Erhöhungen: Fox (4) Straftritte: Fox (4) | Estadio José Amalfitani, Buenos Aires Zuschauer: 55.000 Schiedsrichter: Brian Stirling (Irland) |

Aufstellungen:
- Argentinien: Matías Allen, Lisandro Arbizu, Gonzalo Camardón, Mario Carreras, Diego Cash, Diego Cuesta Silva, Guillermo del Castillo, Hernán García Simón, Pablo Garretón , Ricardo Le Fort, Germán Llanes, Federico Méndez, José Santamarina, Pedro Sporleder, Martín Terán 
 Auswechselspieler: Guillermo Angaut, Santiago Mesón
- Neuseeland: Graeme Bachop, Zinzan Brooke, Kieran Crowley, Andy Earl, Sean Fitzpatrick, Grant Fox, Craig Innes, Ian Jones, Michael Jones, John Kirwan, Walter Little, Richard Loe, Steve McDowall, Gary Whetton , Terry Wright